# The Counselor
The Counselor (no Brasil O Conselheiro do Crime) é um filme de suspense e drama co-produzido e dirigido por Ridley Scott, a partir de um roteiro escrito por Cormac McCarthy. O filme é estrelado por Michael Fassbender, tendo Brad Pitt, Penélope Cruz, Javier Bardem e Cameron Diaz em papéis coadjuvantes.
O conselheiro, é um advogado, que faz parte de um grupo de traficantes de drogas, e ele espera poder viver em paz, com sua noiva Laura, mas por causa de complicações futuras, pode ocorrer várias reviravoltas, envolvendo seus colegas do tráfico, Reiner e Westrey, e a própria namorada de Reiner, Malkina.

## Elenco
- Michael Fassbender — O Conselheiro/O Advogado
- Cameron Diaz — Malkina
- Penélope Cruz — Laura
- Javier Bardem — Reiner
- Brad Pitt — Westrey
- Dean Norris — O Comprador
- John Leguizamo — Randy
- Goran Višnjić — Michael
- Rosie Perez — Ruth
- Natalie Dormer — A Loira
- Édgar Ramírez  — O Padre